# Зимниці (сільське поселення село Бутчино)
Зимниці (рос. Зимницы) — присілок в Куйбишевському районі Калузької області Російської Федерації.
Населення становить 156 осіб. Входить до складу муніципального утворення Село Бутчино.

## Історія
Від 2004 року входить до складу муніципального утворення Село Бутчино.

## Населення
| 1811 | 1896 | 1913  | 2002 | 2010 |
| ---- | ---- | ----- | ---- | ---- |
| 207  | ↗807 | ↗1246 | ↘189 | ↘156 |